# Cold War (Trò chơi điện tử)
Cold War là một game hành động lén lút lấy bối cảnh chiến tranh Lạnh được phát triển bởi nhà phát triển của Séc là Mindware Studios và DreamCatcher Games phát hành vào năm 2005 (Linux Game Publishing dành cho Linux). rò chơi tương tự như dòng game Tom Clancy's Splinter Cell về việc sử dụng hệ thống của lối chơi hành động lén lút. Game có chút sự khác biệt là nhờ bổ sung thêm hệ thống phát minh vật dụng mà người chơi có thể sử dụng những món đồ dường như vô ích để tạo các loại công cụ và vũ khí mới. Ngoài ra, câu chuyện trong game tập trung vào một phóng viên dân sự, vì vậy không có những bước di chuyển cực kỳ sôi động dành cho người chơi. Một khía cạnh khác của trò chơi là người chơi có thể có nhiều cách tiếp cận khác nhau để giành chiến thắng trong game.

## Cốt truyện
Cold War diễn ra vào năm 1986 và kể về câu chuyện của một nhà báo tự do Matthew Carter đang bị vướng vào một âm mưu quốc tế nhằm kiểm soát Liên Xô. Mười hai giờ sau khi đặt chân đến Moskva với hy vọng thu thập tài liệu cho một câu chuyện đoạt Giải Pulitzer, anh chàng nhà báo bổng dưng bị quẳng vào nhà tù chính trị của KGB với tội danh mưu toan ám sát tổng thống. Không biết nguyên nhân vì sao, thế nhưng có một nữ đặc vụ không rõ danh tính đã cố tính đặt một chiếc máy ảnh X-Ray nguyên mẫu nhằm thay thế chiếc máy ảnh gốc của anh. Carter đã để ý thiết bị vô danh này và quyết định chụp ảnh một bình cứu lửa để thử nghiệm, nhưng các hóa chất trong bột đèn flash làm cho vật thể phát nổ, khiến anh có thể nhìn thấy các vệ sĩ. Bên trong nhà tù, Carter tình cờ gặp được một điệp viên Liên Xô cũ đồng ý đi cùng anh. Hai người trốn thoát được bằng cách sử dụng một đường hầm để đi đến khu vực bên ngoài nhà tù. Qua từng cuộc điều tra, điệp viên này đã giúp Carter bằng cách trợ giúp anh thoát khỏi âm mưu thâm hiểm. Chỉ sử dụng vũ khí thu hồi và các thiết bị ngẫu hứng, bây giờ Carter phải trốn tránh hoặc vượt qua lực lượng tinh nhuệ của quân đội Liên Xô và làm thất bại âm mưu này trước khi bị đưa đến một trại tù ở Siberia hoặc bị giết.

## Đón nhận
Các phiên bản PC và Xbox đã nhận được các bài đánh giá "hỗn hợp" theo trang web tổng hợp kết quả đánh giá Metacritic. Phiên bản Linux nhận được nhiều nhận xét tích cực hơn, với Phoronix cho biết trò chơi này "thực sự là hiện tượng" và rằng đó là "một trong những game bắn súng chơi đơn duy nhất mà chúng tôi từng chơi trên Linux." LinuxGames đã trao cho game số điểm 8.5/10, bình luận rằng tựa game này là "trải nghiệm chơi game thú vị nhất của Linux trong năm 2006." PC Burn "thật lòng" đã đề nghị phiên bản Linux của trò chơi đáng giá hơn nhiều.